# Hugh Thomson

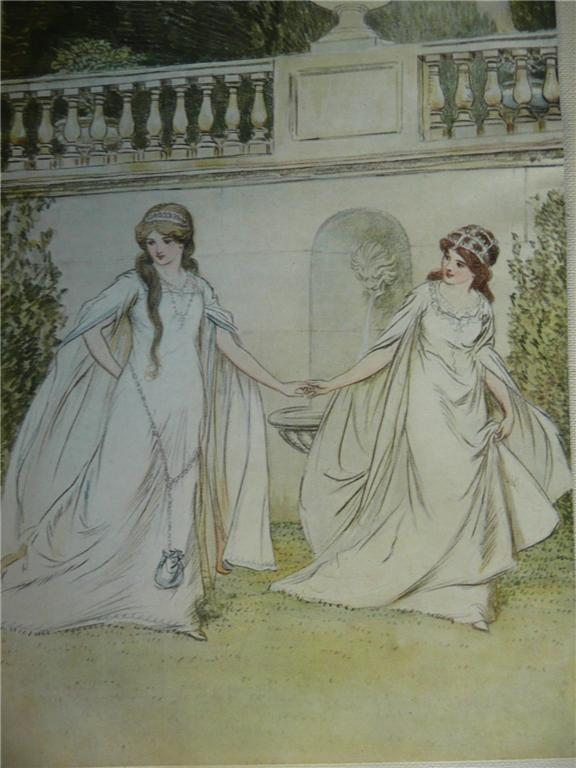
Rosalind and Celia. Illustration zu Wie es euch gefällt (1909)

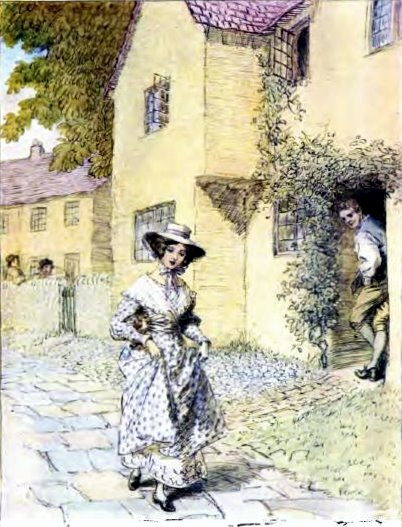
Titelblatt zu Scenes of Clerical Life (1906)

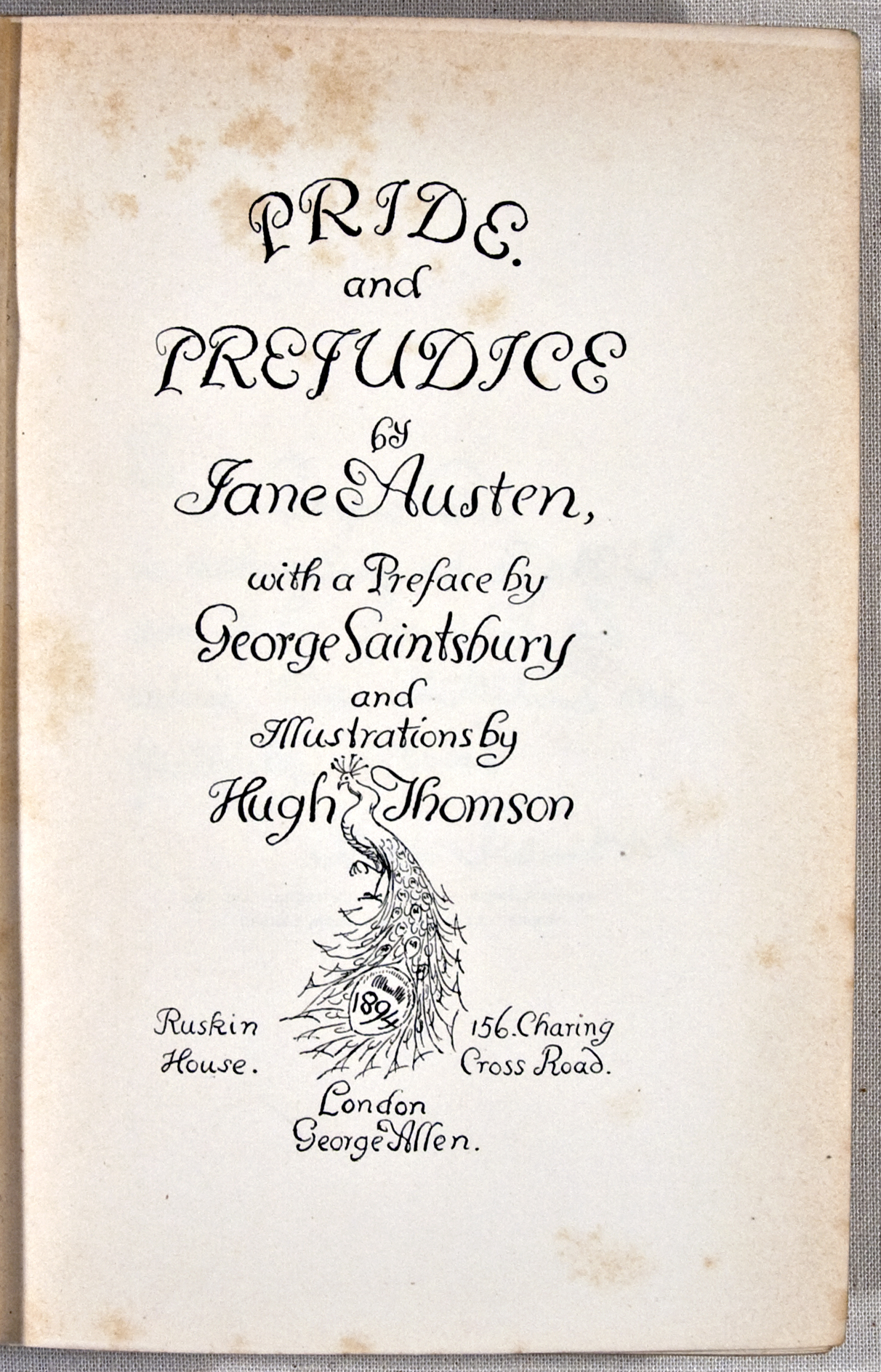
Buchtitel zu Pride and Prejudice (1894)

Hugh Thomson (* 1. Juni 1860 in Coleraine; † 7. Mai 1920 in Wandsworth, London) war ein irischer Zeichner und Buchillustrator.

## Leben
Hugh Thomson wuchs in Coleraine auf, begann mit vierzehn Jahren in der örtlichen Leinenindustrie zu arbeiten und kam im Alter von sechzehn nach Belfast, wo er in einem Buchverlag arbeitete und wo sein Maltalent entdeckt wurde. Er heiratete und zog Mitte der 1880er Jahre nach London, wo er beim Verlag Macmillan & Co arbeitete und für das English Illustrated Magazine zeichnete. Er arbeitete später auch für die Zeitung Spectator und erhielt Aufträge für die Ausstattung von Büchern, so auch für seinen Freund Henry Austin Dobson. Bekannt wurde er durch Illustrationen zu Buchausgaben von Charles Dickens und insbesondere für die Neuausgaben der Romane Stolz und Vorurteil, Emma, Verstand und Gefühl, Mansfield Park, Die Abtei von Northanger und Anne Elliot von Jane Austen bei Macmillan, sowie für den Kurzgeschichtenband Scenes of Clerical Life von George Eliot. Thomson lieferte auch die Landschaftsansichten und Skizzen zu Stephen Gwynns (1864–1950) Bücher über Irland.
Das Ulster Museum in Belfast besitzt einige Aquarelle und Zeichnungen Thomsons, seine Heimatstadt Coleraine konnte 2009 eine größere Sammlung seiner Bilder und Bücher erwerben. Sein Zeichenstil wurde Ende des Zwanzigsten Jahrhunderts in der Werbung für die Süßwaren der Marke Quality Street wiederbelebt, die Anleihen bei seinen Illustrationen zu J. M. Barries Theaterstück gleichen Namens machte.